# Paek Won-chul
Paek Won-chul, född 10 januari 1977 i Hanam, är en sydkoreansk tidigare handbollsspelare (högernia). Han deltog med Sydkoreas landslag vid fyra raka OS (2000, 2004, 2008 och 2012).
Vid OS 2000 i Sydney togs Paek Won-chul ut i turneringens all star-team som bästa högernia. Laget slutade på niondeplats men Paek Won-chul slutade ändå på fjärdeplats i skytteligan med 42 gjorda mål på sex matcher (sju mål per match i snitt).

## Klubbar
- Daido Steel (1999–2002)
- Pfadi Winterthur (2002–2004)
- Daido Steel (2004–2010)
- HC Korosa